# Jordi Cruyff
Johan Jordi Cruijff (n. 9 februarie 1974, Amsterdam, Țările de Jos) este un fost jucător și antrenor de fotbal spaniol-olandez. În prezent, este directorul sportiv al FC Barcelona. A fost antrenorul unor echipe precum Chongqing Lifan din China și Maccabi Tel Aviv, unde a fost și director sportiv, precum și AEK Larnaca din Cipru. Este fiul fostului fotbalist și antrenor olandez Johan Cruyff.